# Уцуравассу
Уцур-Авассу (аккад. Uṣur-awassu) — правитель (энси) Эшнунны, правил в 1-й половине XX века до н. э.
Был поставлен наместником в Эшнунне царём Дера Ануммуттаббилем, который захватил этот город у царя Иссина. Но спустя некоторое время Уцур-Авассу объявил себя независимым правителем и распространил свою власть на всю долину реки Диялы, хотя иссинский царь Иддин-Даган некоторое время продолжал удерживать там одну крепость.

## Список датировочных формул Уцуравассу
|   | |
| a | Год, когда Уцур-Авассу, энси Эшнунны сделал великолепный трон для Нингишзиды OIP 43 180 mu u2-syur-a-wa-su2 ensi2 asz2-nunki giszgu-za mah dnin-gis-zi-da ba-dim2                      |
| b | Год, когда Уцур-Авассу, энси Эшнунны возвысил свою дочь в ранг верховной жрицы Тишпака OIP 43 180 mu u2-syur-a-wa-su2 ensi2 asz2-nunki dumu-munus-ni-szu nin-dingir-dtiszpak in-il2-la |

| Династия Эшнунны            |                                                 |                  |
| Предшественник: Ишар-рамашу | правитель Эшнунны 1-я половина XX века до н. э. | Преемник: Азузум |